# ヤロスラフ・サイフェルト
ヤロスラフ・サイフェルト（Jaroslav Seifert, 1901年9月23日 - 1986年1月10日）は、チェコスロバキアのノーベル賞作家、詩人、ジャーナリストである。

## 生涯
オーストリア＝ハンガリー帝国、プラハ市内のジシュコフに生まれた。ギムナジウム在学中に詩作を開始し、最初の詩集『涙の街』は1921年に出版された。この年に彼はチェコスロバキア共産党に入党し、その後共産党系出版社に勤め、「ルデー・プラーボ」「Rovnost」「Srsatec」「Reflektor」といった新聞や雑誌の編集に携わった。1920年代にはカレル・タイゲらと前衛芸術集団デヴィエトスィルをたちあげ、チェコスロバキアの前衛派芸術の代表的存在だった。サイフェルトの第2作目の詩集『電信電波の波に乗って』はチェコアヴァンギャルドの色濃い、タイポグラフィーと詩を組み合わせたポエティズムの代表的な作品である。
1929年3月、彼を含む7人の共産主義の作家は、チェコスロバキア共産党のボリシェヴィキ的傾向に抗議する声明を出したため、共産党を除名される。1937年、トマーシュ・ガリグ・マサリクの死去をうけて、マサリクの偉大さを讃える詩集『八日間』を出版。1949年、サイフェルトはジャーナリズムを離れ、もっぱら文学活動に専念するようになった。
第二次世界大戦後は彼の生まれた街プラハや幼少期をモチーフにした愛国的な作品が多くなり、1954年の『マミンカ』は代表的な作品となっている。彼の詩は1936年、1955年、1968年には国による重要な賞を受賞し、1967年には国民芸術家の称号を与えられた。1968年から1970年まではチェコスロバキア作家連合の長を務め、1976年12月には「憲章77」の最初の署名者の1人となる。1970年代から80年代の「正常化」の時代には地下出版で作品を発表し続けた。
1984年にはチェコ語作家としてはじめてノーベル文学賞を受賞したが、健康状態がよくなかったため授賞式は欠席し、娘が代理で賞を受け取った（一説には、政府が授賞式に出席させなかったともいわれる）。これはとても重要なニュースだったが、当時政府の影響下にあったチェコスロバキアのメディアはノーベル賞受賞のニュースを大きく扱うことはなかった。サイフェルトは1986年に亡くなり、Kralupy nad Vltavouの市営墓地に葬られた。彼の墓は、死後も政府を批判する立場からの弔問者を阻もうとする秘密警察の強い監視下に置かれた。
ビロード革命後、サイフェルトの数多くの作品は、あらためてチェコ国内で出版されつづけている。

## 日本語訳書
- ヴィーナスの腕 詩集 （飯島周訳、桐原書店、1986年3月）
- マミンカ（おかあさん）―J・サイフェルト詩集 （飯島周訳、恒文社、1989年2月）
- この世の美しきものすべて （飯島周、関根日出男共訳、恒文社、1998年11月）
- 新編ヴィーナスの腕―J・サイフェルト詩集 （飯島周訳、成文社、2000年12月）